# Іґнатовізна
Іґнатовізна (пол. Ignatowizna) — село в Польщі, у гміні Рутка-Тартак Сувальського повіту Підляського воєводства.
Населення — 42 особи (2011).
У 1975-1998 роках село належало до Сувальського воєводства.

## Демографія
Демографічна структура станом на 31 березня 2011 року:
|          | Загалом | Допрацездатний вік | Працездатний вік | Постпрацездатний вік |
| -------- | ------- | ------------------ | ---------------- | -------------------- |
| Чоловіки | 20      | 4                  | 15               | 1                    |
| Жінки    | 22      | 4                  | 15               | 3                    |
| Разом    | 42      | 8                  | 30               | 4                    |